# 克鲁艾
克鲁艾（法語：Crouay，法語發音：[kʁuɛ] ⓘ）是法国卡尔瓦多斯省的一个市镇，属于巴约区。

## 地理
克鲁艾（49°16'2"N, 0°48'26"W）面积7.73 平方千米，位于法国诺曼底大区卡爾瓦多斯省，该省份为法国西北部沿海省份，北濒大西洋英吉利海峡，东北与滨海塞纳省以海上边界相接，东临厄尔省，南至奧恩省，西与芒什省接壤。
与克鲁艾接壤的市镇（或旧市镇、城区）包括：布莱、贝桑地区勒布勒伊、康皮尼、科坦、勒莫莱-利特里、莫勒、贝桑地区图尔、勒特龙凯。

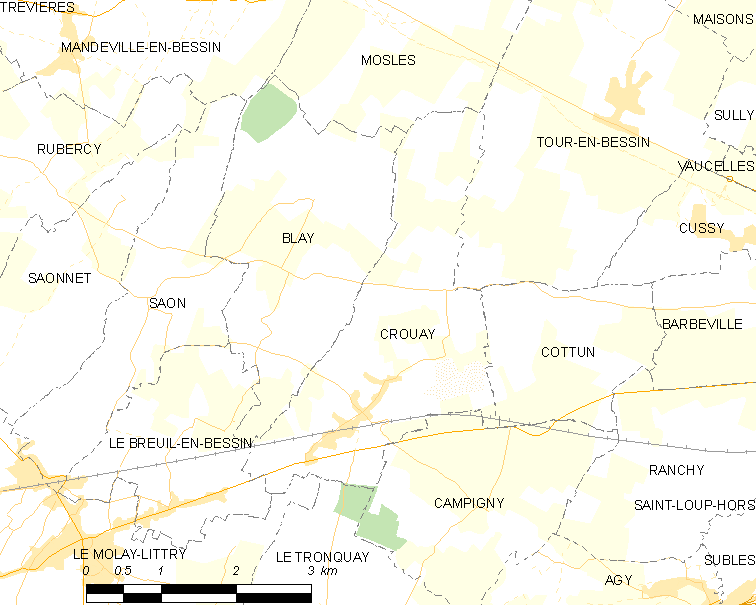
克鲁艾的OSM定位图

克鲁艾的时区为UTC+01:00、UTC+02:00（夏令时）。

## 行政
克鲁艾的邮政编码为14400，INSEE市镇编码为14209。

## 政治
克鲁艾所属的省级选区为特雷维耶尔县。

## 人口

1962-2008年间克鲁艾人口变化图示

克鲁艾于2022年1月1日时的人口数量为507人。